# Лоольях
Лоольях (устар. Лооль-Ях) — река в Ханты-Мансийском АО России. Устье реки находится в 607 км по левому берегу реки Большой Юган. Длина реки составляет 124 км, площадь водосборного бассейна 1100 км².
Высота устья — 48,6 м над уровнем моря. Высота истока — 93,8 м над уровнем моря.

## Притоки (км от устья)
- 31 км: Отюнигль
- 40 км: Пулейигль
- 58 км: Пулянигль
- 65 км: Ихыйегарт
- 76 км: река без названия
- 81 км: река без названия
- 85 км: Густая Речка
- 92 км: Ихлыпъярт
- Ларынъярт

## Данные водного реестра
По данным государственного водного реестра России относится к Верхнеобскому бассейновому округу, водохозяйственный участок реки — Обь от города Нефтеюганск до впадения реки Иртыш, речной подбассейн реки — Обь ниже Ваха до впадения Иртыша. Речной бассейн реки — (Верхняя) Обь до впадения Иртыша.